# 2011년 뉴욕 영화 비평가 협회상
제77회 뉴욕 영화 비평가 협회상은 2011년 11월 29일에 열린 시상식이다.

## 수상 및 후보

### 작품상
- 아티스트

### 감독상
- 아티스트 - 미셀 하자나비시우스 수상

### 각본상
- 머니볼 - 스티븐 자일리언 외 1명 수상

### 여우주연상
- 철의 여인 - 메릴 스트립 수상

### 남우주연상
- 머니볼 - 브래드 피트 수상

### 여우조연상
- 트리 오브 라이프 - 제시카 차스테인 수상

### 남우조연상
- 드라이브 - 앨버트 브룩스 수상

### 촬영상
- 트리 오브 라이프 - 엠마누엘 루베즈키 수상

### 다큐멘터리상
- 잊혀진 꿈의 동굴

### 외국영화상
- 씨민과 나데르의 별거

### 신인감독상
- 마진 콜 - J.C. 챈더 수상

### 특별상
- 라울 루이즈 수상